# Cabaret Calembour

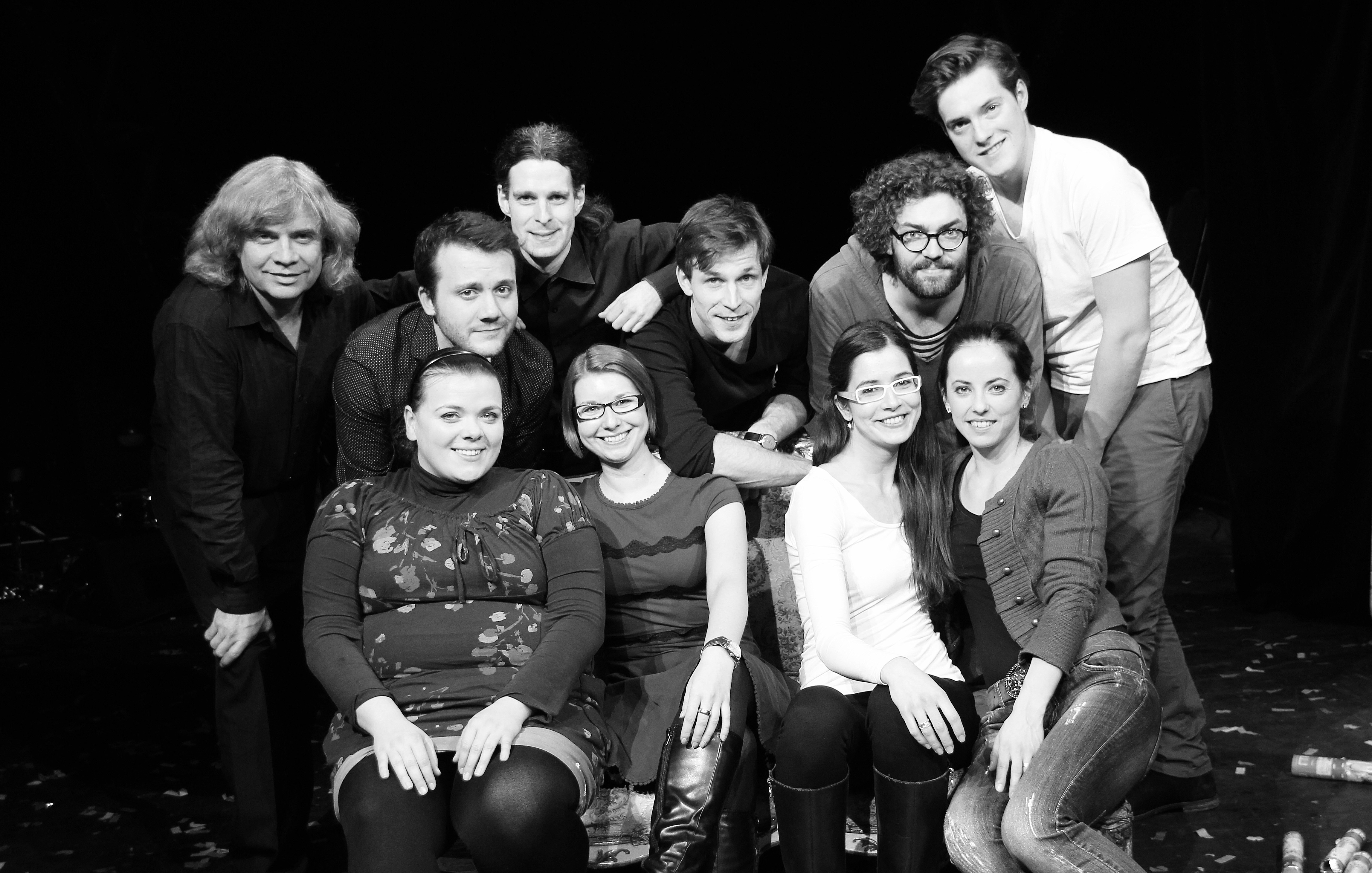
Cabaret Calembour (2016)

Cabaret Calembour je pražský divadelní soubor, který vznikl v roce 2009 a zaměřuje se na původní uměleckou tvorbu – autorské divadlo a rozvíjí tradice českého literárního kabaretu.

## Vznik souboru, působiště
Soubor byl založen tehdejšími spolužáky z Divadelní fakulty Akademie múzických umění v Praze, Igorem Orozovičem (obor herectví), Milanem Šotkem (dramaturgie) a Jiřím Suchým z Tábora (herectví) v roce 2009.
Od roku 2014 je registrován jako obecně prospěšná společnost.
Soubor nemá vlastní sál. Pohostinsky pravidelně vystupuje v pražském Divadle pod Palmovkou/Studiu Palmoff a Studiu Ypsilon a také vyjíždí na zájezdová představení do dalších měst Čech a Moravy.

## Název souboru
Soubor se prezentuje rafinovaným slovním humorem a jazykovou hrou. To také odráží zvolený název souboru. Kalambúr (z francouzského calembour) je věta nebo sousloví, které má několik různých významů. Jednotlivé významy se buď vůbec neliší svou výslovností, nebo se významy liší různým přízvukem nebo rytmem (dělením slov). Správný význam lze obvykle určit z celkového kontextu. Příkladem jsou slovní hříčky typu Bělá se květ / Bělásek vět (Vítězslav Nezval), Nač lunu na člunu (Cabaret Calembour).

## Členové souboru
Ke konci roku 2018 je soubor tvořen následujícími členy:
- Igor Orozovič (člen Činohry Národního divadla)
- Jiří Suchý z Tábora (člen Činohry Národního divadla)
- Milan Šotek (bývalý dramaturg Divadla na Vinohradech a Národního divadla, od ledna 2019 jmenován uměleckým šéfem činohry Národního divadla Brno)
- Lucie Polišenská (členka Činohry Národního divadla)
- Kristýna Farag (od sezony 2017/2018), za Kláru Klepáčkovou-Suchou (na mateřské dovolené)

Soubor má také vlastní malý „Orchestr Calembour“ (Zdeněk Dočekal – klavír, Kristýna Farag/Sabina Falteisková – příčná flétna, Jan Drbohlav – klarinet, housle, baskytara a Petr Zimák – bicí).

## Tvorba, repertoár
Repertoár souboru je postaven na autorské tvorbě, především trojice Milan Šotek, Igor Orozovič a Jiří Suchý z Tábora. Autoři ve své tvorbě rozvíjejí poetiku divadel malých forem a českého literárního kabaretu.
Struktura jednotlivých představení zrcadlí formu prvorepublikového kabaretu. Program představení řídí tři kabaretiéři a přivádějí herce a zpěváky do jednotlivých výstupů, výpravných čísel a aktovek. Představení také zahrnují poloimprovizované dialogy, oživované narážkami na aktuální události..
Ve hrách zaznívá i původní písňová tvorba a objevuje se tanec.
Ke konci roku 2018 zahrnoval repertoár následující hry:
- Čertovská kvidoule/Borůvčí (premiéra 2009)
- Kvidoule 3+KK (premiéra 2015)
- Triptychon_di_voce /Večer roztrhaný na kusy/ – tři kabaretní zpěvohříčky („Věstonická nevěsta“, „Kudlič se vrací“, „Opera Streptokok“) (premiéra 2017) [4]
- Plejtvák /Hra, jíž chybí sedm obrazů/ (premiéra 2013)
- Kalavečer Kalambúr (premiéra 2011)
- Cvidoule di campo (premiéra 2010, obnovená premiéra 2018)

## Citát
| „               | Nejedná se o současný nahněvaný až punkový kabaret, naopak o hravý, nápaditý a neokoukaný kabaret navazující na éru šedesátých let, plný vynikajících hříček, kterými je schopen oslovit své vrstevníky. | “ |
| — Vladimír Just | |   |

## Ocenění
- 2010, 2012 Cabaret Calembour získal cenu Český tučňák 2010 a 2012 v oboru Mladé divadlo
- 2013 Milan Šotek: Plejtvák – Cena Alfréda Radoka za Nejlepší původní českou hru 2013

## Zajímavost
- 2016 Cabaret Calembour moderoval v přímém televizním přenosu slavnostní ceremoniál předávání Cen Ministerstva kultury
- 2016 V době letních prázdnin 2016 byl Cabaret Calembour součástí expozice Národního muzea o historii kabaretů od 19. století do současnosti v Muzeu české loutky a cirkusu v Prachaticích jako reprezentant současného kabaretního umění